# Tancho
Le Tancho est une variété de la carpe koï, un grand poisson d'ornement japonais. C'est une carpe blanche avec une marque rouge généralement ronde ou ovale sur la tête. Le Tancho est un koï très apprécié dans le monde entier, mais plus particulièrement au Japon puisqu'il arbore le motif du drapeau japonais. Son nom lui vient de la Grue du Japon, le symbole du pays, qui présente la même marque rouge sur fond blanc.

## Les motifs
La variété Tancho est caractérisée par le fait qu'elle regroupe des carpes koï d'autres variétés, à savoir Kohaku, Sanke et Showa. 
Cependant ils conservent tous la marque rouge récurrente sur le front. Elle peut prendre plusieurs formes différentes :
- ronde, la forme la plus classique ;
- ovale, également très répandue ;
- en diamant ou en losange, assez rare mais se confond parfois avec la forme ovale ;
- en cœur, également relativement rare et considérée comme peu esthétique.

### Le Tancho Kohaku
C'est un koï entièrement blanc excepté la tache rouge sur la tête. Les nageoires doivent être d'un blanc immaculé.

### Le Sanke Tancho
C'est un Tancho blanc mais avec plusieurs marques noires réparties de façon régulière le long du corps. Les nageoires peuvent être entièrement blanches ou striées de noir.

### Le Showa Tancho
Celui-ci est principalement noir avec plusieurs marques blanches. Les nagoires doivent être d'un noir profond.